# Selo pri Zagorici
Selo pri Zagorici este o localitate din comuna Mirna Peč, Slovenia, cu o populație de 42 de locuitori.